# Scalpelloniscus vomicus
Scalpelloniscus vomicus là một loài chân đều trong họ Hemioniscidae. Loài này được Hosie miêu tả khoa học năm 2008.